# 米特里達梯一世 (安息帝國)
米特里達梯一世（？—前132年），又稱米特里達梯一世大帝，是自公元前171年至公元前132年的安息帝國君主。他在位期間征服多方，使安息帝國由小型王國轉型為古代近東的主要政治力量。米特里達梯首先在約前163年至前155年間自希腊-巴克特里亚王国手上吞併了阿里亞、馬爾吉安那和西巴克特里亞，然後向塞琉古帝国發動戰爭，並在前148年或前147年吞併米底和阿特羅帕特尼。米特里達梯在前141年吞併了巴比倫尼亞，並在塞琉西亞舉行官方授權儀式。伊利邁斯和卡剌肯涅兩個王國在一段短時間後成為安息帝國的附庸國。在约前140年，當米特里達梯正在東方與塞迦人戰鬥時，塞琉古國王德米特里二世試圖重奪塞琉古帝國的失土；雖然德米特里在起初很成功，但他最後在前138年被打敗，並在一段短時間後被米特里達梯送到希尔卡尼亚的王宮裏扣押。米特里達梯隨後為伊利邁斯援助德米特里一事而懲治伊利邁斯，並令波西斯成為安息帝國的附庸國。
米特里達梯一世是首位採用古代阿契美尼德王朝君主的頭銜「王中之王」的安息帝國君主。由於米特里達梯創下了豐功偉績，米特里達梯被後世與阿契美尼德王朝開國君主居魯士二世相較。米特里達梯在前132年駕崩，其王位由其子弗拉特斯二世繼承。

## 名諱
「米特里達梯」是伊朗語名字「Mihrdāt」的希臘化版本，而該詞本指「（古伊朗太陽神）米特拉神所賜予」。該詞由古伊朗語的「Miθra-dāta-」演化而成。米特拉是祆教中的重要角色，是卡瓦勒那赫（即「君主的榮耀」）的守護者。米特拉在阿契美尼德王朝末葉有著很重要的地位，且在塞琉古帝國時期繼續壯大，並與希臘的阿波罗神、赫利俄斯神或巴比倫的纳布神相聯繫；其地位在安息帝國治下達到頂峰，而根據現代歷史學家馬雷克·揚·奧爾布里希特（Marek Jan Olbrycht）的說法：「這似乎是祆教在希臘化時代與非本土信仰的傳播的鬥爭」。

## 早年
米特里達梯是安息帝國開國君主阿尔沙克一世的侄孫弗里阿帕提烏斯之子。米特里達梯有幾個兄弟，包括阿爾達班一世和其兄弗拉特斯一世，其中後者在前176年繼承了他們的父王的王位。根據安息帝國的習俗，安息帝國王位採父死子继之制。然而，弗拉特斯一世打破傳統，並指定其弟米特里達梯為其繼承人。根據2世紀羅馬歷史學家查士丁的説法，弗拉特斯一世在注意到米特里達梯卓越的能力後作出了如此決定。

## 統治
米特里達梯在前171年繼承的王國是隨著塞琉古帝國的衰落而崛起或出現在其邊界上的眾多中型強國之一，而與之同類的其他王國有希臘-巴克特里亞王國、卡帕多西亞王國、阿特羅帕特尼王國和亞美尼亞王國。米特里達梯當時的國土包括今伊朗呼罗珊省、希爾卡尼亞、北伊朗及今土库曼斯坦南部。

### 在東方的戰爭

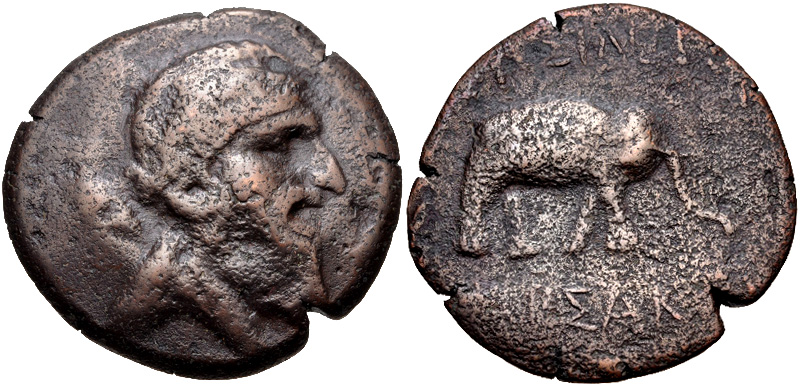
米特里達梯一世的銅幣，背面鑄有大象的圖案，可能是安息帝國吞併巴克特里亞的紀念幣

米特里達梯首先把目光放到與鄰近的粟特人、德蘭吉亞那人和印度人爆發戰爭而衰落的希臘-巴克特里亞王國。當時新任希臘-巴克特里亞國王歐克拉提德一世是以篡奪的方式得位，並因此遭受反對聲音，例如阿里亞人的叛亂，而該動亂很有可能得到米特里達梯支持，因為這會令米特里達梯從中得到好處。米特里達梯在約前163年至前155年間攻入歐克拉提德治下之地，在此戰米特里達梯除了打敗了歐克拉提德外，他也吞併了阿里亞、馬爾吉安那和西巴克特里亞。根據古代歷史學家查士丁和斯特拉波的説法，歐克拉提德成為安息帝國的附庸君主。梅尔夫隨即成為安息帝國在東北部的統治據點。部分米特里達梯一世的銅幣的背面鑄有大象的圖案和“大王（的）、阿爾沙克”的字樣。希臘-巴克特里亞的硬幣也鑄有大象的圖案，而這代表該等米特里達梯一世的銅幣可能是安息帝國吞併巴克特里亞的紀念幣。

### 在西方的戰爭

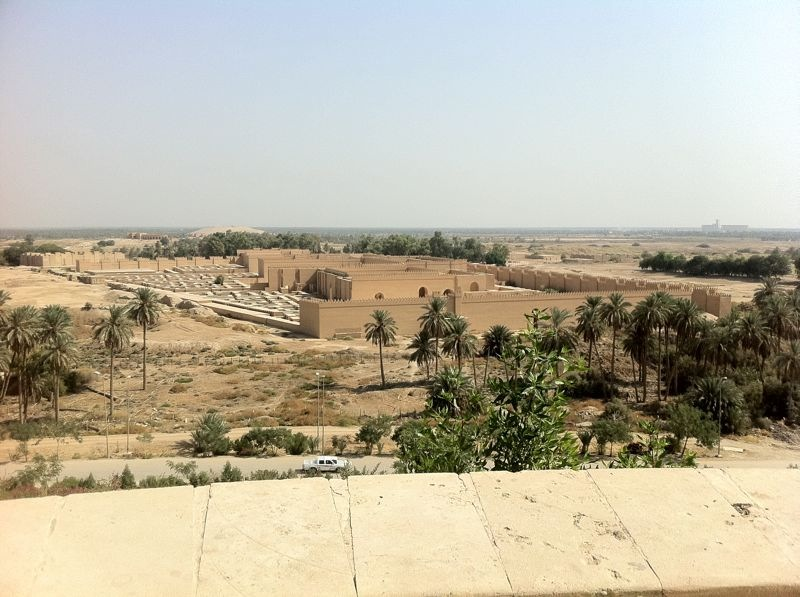
巴比伦廢墟

米特里達梯隨即把目光轉向塞琉古帝國的領土，並在前148年或前147年進攻米底和佔領埃克巴坦那；該等地方自塞琉古帝國鎮壓提馬克斯發動的叛亂後就變得不穩定。米特里達梯在此後指定其兄弟巴加西斯為該等地方的總督。在這次勝利之後，安息帝國就征服了阿特羅帕特尼。米特里達梯在前141年佔領位於美索不达米亚的巴比倫尼亞，並在塞琉西亞鑄幣及舉行官方授權儀式。米特里達梯似乎在巴比伦引入了新年遊行，而古美索不達米亞马尔杜克神的神像會在遊行中從埃薩吉拉（馬爾杜克神的神廟）以牽著伊絲塔女神的手的方式被領出。米特里達梯在一段短時間後就退回了希爾卡尼亞，而其軍隊在同時除了控制伊利邁斯和卡剌肯涅兩個王國外，更佔領了蘇薩。在此時，安息帝國的疆域已經東抵印度河。

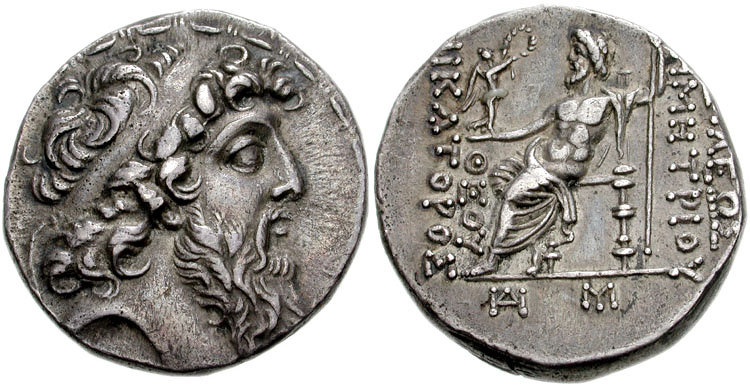
塞琉古帝国國王德米特里二世發行的四德拉克馬硬幣

赫卡通皮洛斯曾是安息帝國的首個首都，而米特里達梯在塞琉西亞、埃克巴坦那、泰西封及其所創立的新城市米特里達堡（Mithradatkert，今尼薩）等安息帝國君主的陵墓所在地都建立了皇家住所。曾為米底王国首都和阿契美尼德王朝夏都的埃克巴坦那成為安息帝國王族的主要夏季住所。米特里達梯可能將泰西封設為其擴張後的帝國的新首都。塞琉古帝國在狄奧多特·特里豐將軍在前142年在其首都安条克發動叛亂的情況下未能立即反攻安息帝國。然而，在约前140年，米特里達梯被迫到東方與入侵安息帝國的塞迦人戰鬥，而這為塞琉古帝國帶來了反攻的機會。
時任塞琉古帝國國王德米特里二世在起初的軍事行動能成功重得巴比倫尼亞，然而塞琉古帝國最終仍在前138年被打敗，德米特里則被安息帝國軍隊俘虜。德米特里隨後被遊街示於米底及美索不達米亞之眾希臘人，而米特里達梯希望通過此舉使他們接受安息帝國的統治。此後，米特里達梯把德米特里送到希爾卡尼亞的王宮裏扣押。米特里達梯非常熱情好客地招待德米特里，並把自己的女兒羅多古娜嫁給德米特里。根據查士丁的説法，米特里達梯對敘利亞地區有所謀劃，並打算以德米特里作為對付新任塞琉古帝國國王安條克七世的工具。德米特里和羅多古娜的婚姻實際上是米特里達梯意圖將塞琉古帝國的領土納入安息帝國治下的一次嘗試。米特里達梯隨後為伊利邁斯援助德米特里一事而懲治伊利邁斯——他再度攻入伊利邁斯，並佔領其兩個重要城市。
大概在同一時期，米特里達梯吞併了伊朗西南部的波西斯地區，並扶植瓦弗弗拉德二世為波西斯的副總督；米特里達梯給予了瓦弗弗拉德更大的自治權，而這很有可能是因為米特里達梯希望在安息帝國一直和塞迦人、塞琉古帝國和卡剌肯涅發生衝突的情況下和波西斯保持良好的關係。米特里達梯似乎是首個對波西斯事務帶來影響的安息帝國君主，而這從瓦弗弗拉德的硬幣鑄上米特里達梯的頭像可見。米特里達梯在前132年駕崩，其王位由其與貴族婦人林努（Rinnu）之子弗拉特斯二世繼承。

## 鑄幣及帝國意識形態

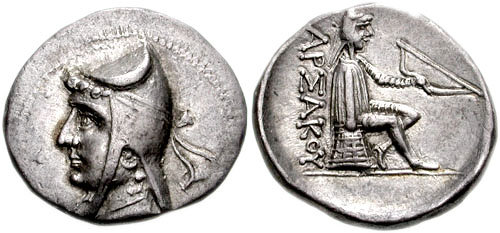
米特里達梯一世在位初期的硬幣，硬幣的背面鑄有一個坐著的弓箭手手持弓的圖案，而硬幣的正面的米特里達梯一世則戴著軟帽

自公元前2世紀初始，安息帝國就開始在其帝國的意識形態中加入明顯的意象，而這強調了安息帝國與古代阿契美尼德王朝的遺產的聯繫。相關意象的例子包括安息帝國虛構並宣稱其開國君主阿爾沙克一世是阿契美尼德王朝王中之王阿尔塔薛西斯二世的後裔。安息帝國也開始使用阿契美尼德王朝君主的頭銜；米特里達梯是首位採用古代阿契美尼德王朝君主的頭銜「王中之王」的安息帝國君主。雖然米特里達梯是首位重新採用「王中之王」頭銜的君主，「王中之王」頭銜並未被普遍採用，直至其侄米特里達梯二世繼位後，自前109年或前108年起方開始為後繼的安息帝國君主所廣泛採用。

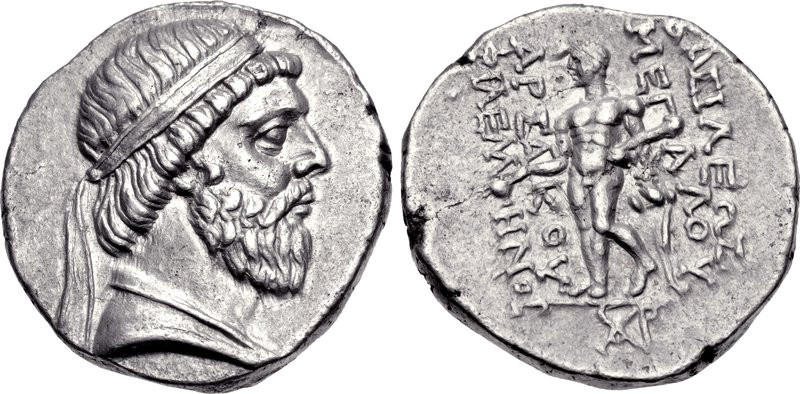
安息帝國發行的四德拉克馬硬幣，硬幣的正面的米特里達梯一世有鬍鬚，並戴著皇家希臘式帶狀王冠，而硬幣的背面則鑄有赫拉克勒斯-烏魯斯拉格納神的圖案，其中神的左手拿著棍子，右手則拿著杯子

在米特里達梯以前的各任安息帝國君主在硬幣上均以戴著軟帽的形象示人，而阿契美尼德王朝的總督也戴這種帽子。硬幣的背面則鑄有一個穿著伊朗騎馬服並坐著的弓箭手的圖案。米特里達梯一世在位初期的硬幣亦顯示其戴上了軟帽，然而在其在位後期的硬幣則首次顯示其戴上了皇家希臘式帶狀王冠。米特里達梯因此擁有了希臘化君主的形象，惟其仍保留伊朗留鬍鬚的傳統習俗。米特里達梯也在其硬幣上自稱「希臘人的朋友」，而這是意圖與新征服的希臘臣民建立友好關係並與其精英合作的政治行為。米特里達梯的新硬幣的背面鑄有希臘神聖英雄赫拉克勒斯神的圖案，其中神的左手拿著棍子，右手則拿著杯子。在安息帝國統治時期，伊朗人以希臘化的方式描繪國內神聖人物的形象，因此赫拉克勒斯神被視為《波斯古经》中的烏魯斯拉格納神的象徵。
米特里達梯在其硬幣上也有使用其他頭銜。在其在位初期，米特里達梯採用了「阿爾沙克（的）」的頭銜，後來改為「阿爾沙克國王（的）」，在最後則改為「阿爾沙克大王（的）」。安息帝國開國君主阿爾沙克一世因其成就而受讚譽，而其名諱「阿爾沙克」也因而成為安息帝國君主的皇家榮譽。米特里達梯也採用「父為神者」的頭銜，而此頭銜亦為其子弗拉特斯二世在繼位後所採用。

## 大興土木
在米特里達梯治下，安息帝國皇家住所尼薩城得到徹底改造，並更名為「米特里達堡（Mithradatkert）」，亦成了致力促進崇拜安息帝國皇室的宗教中心。米特里達堡的一個較大的雕像上掉下了一個頭部雕像，該頭部雕像有鬍鬚且有著明顯的伊朗人面部特徵，而其可能是米特里達梯的頭像。位於底格里斯河畔、鄰近塞琉西亞的城市泰西封在米特里達梯在位期間建城。根據斯特拉波的説法，由於安息帝國認為塞琉西亞不適合駐軍，安息帝國建立泰西封以安置其駐軍。然而，老普林尼則稱泰西封建城的原因是誘使塞琉西亞城的市民離開塞琉西亞。

## 尚義諾路齊浮雕

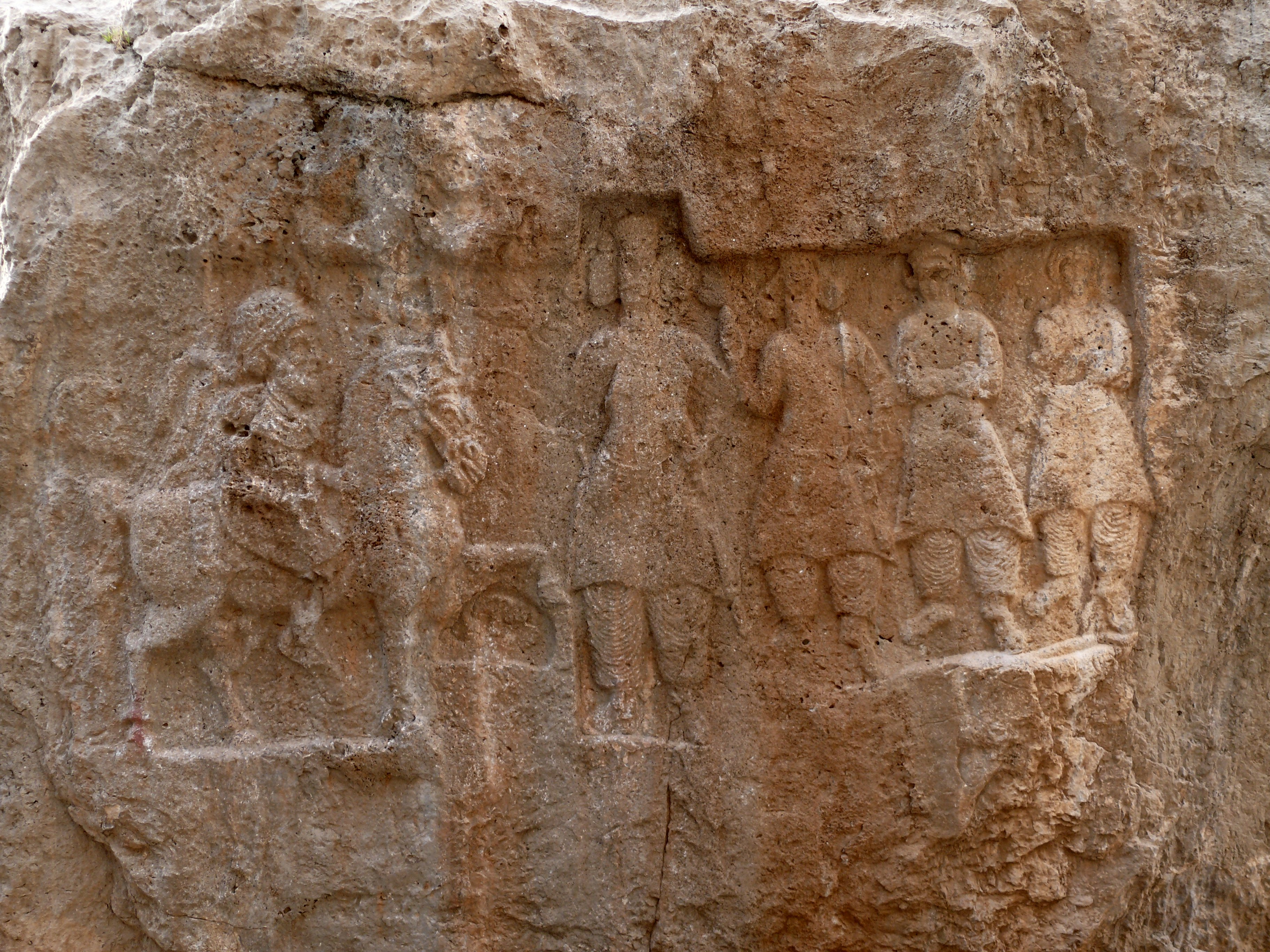
胡齊斯坦的尚義諾路齊浮雕

位於胡齊斯坦的尚義諾路齊（Xong-e Noruzi）的一個顯示六個人的浮雕是安息帝國最為著名的幾個浮雕之一。在浮雕的中間，主角以其正面示人，並穿著安息帝國的服裝。主角的右方刻有三個較為矮小的人。主角的左方有一個騎著馬、以側面示人的騎士。騎士的後方另有一人，亦以側面示人。浮雕上的騎士呈現了更多的希臘式風格，然而浮雕上的其他人物則以安息帝國式風格呈現，而兩種風格有著明顯的差異，因此有部份假設認為右方四人是後來才刻上的。浮雕上的騎士可能代表國王，而該人曾一度被認為是在前140年或前139年征服伊利邁斯的米特里達梯。相應地，該浮雕是為慶祝米特里達梯的勝利而刻。對浮雕的如此解釋最初為許多學者所接受。然而，如此觀點在近年受到挑戰，有人提出了其他有關浮雕的理論，其中包括浮雕上的騎士是伊利邁斯的本地君主一説。現代歷史學家曹蒂·S·卡哇美（Trudy S. Kawami）稱浮雕上的人可能是在其在位期間宣告從塞琉古帝國獨立的次任伊利邁斯君主卡姆納斯基雷斯二世。

## 遺產

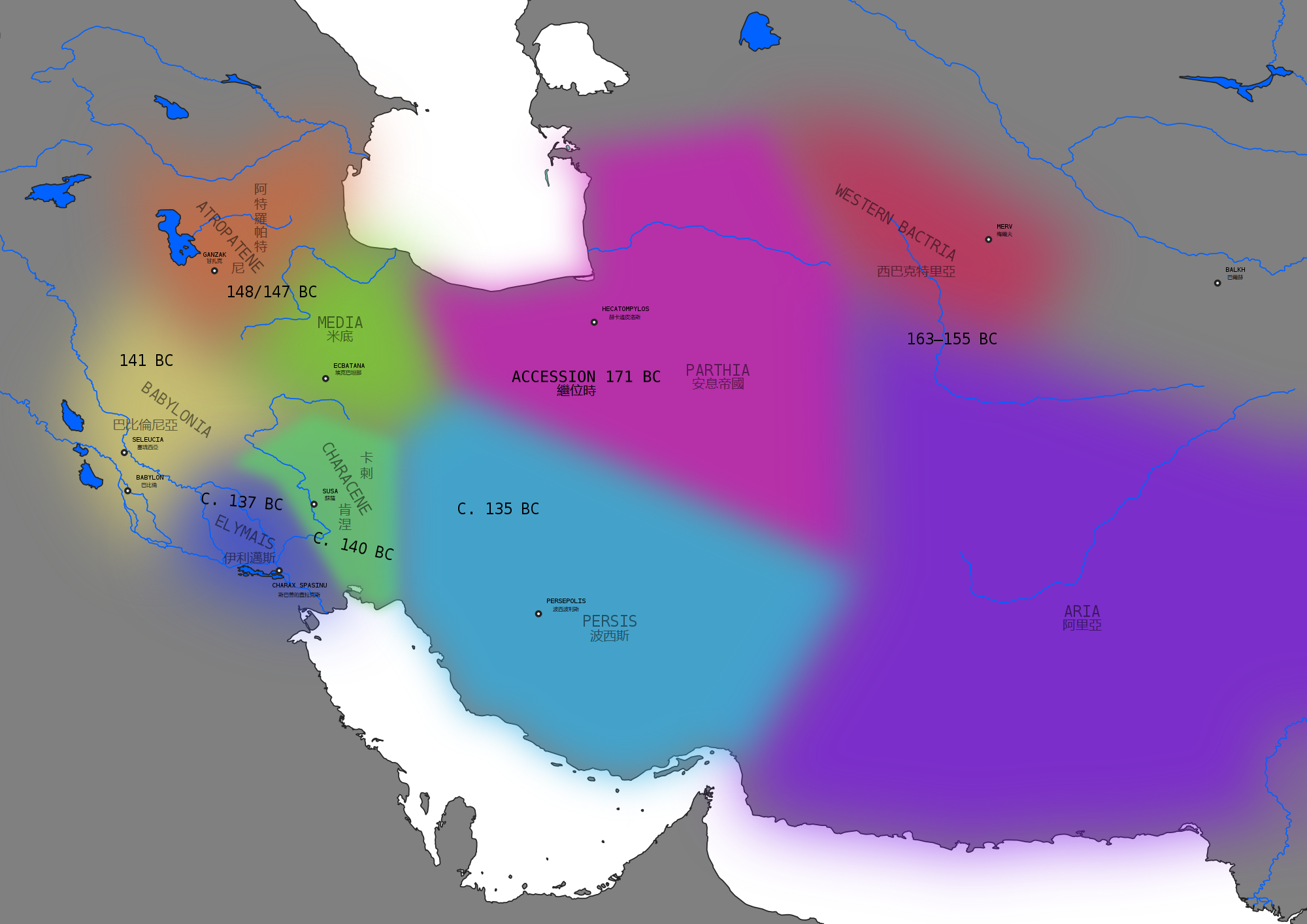
米特里達梯一世在位期間所征服得地方的地圖

米特里達梯在位期間最大的成就是使安息帝國由小型王國轉型為古代近東的主要政治力量。他征服西方的背後原因似乎是要實現透過令安息帝國佔有敘利亞地方以進入地中海的計劃。現代歷史學家克勞斯·希普曼對此加以強調，並稱「肯定地，米特里達梯的功業不可能再簡單地歸類為一系列掠奪戰利品的搶劫」。伊朗學家霍馬恩·卡托齊安將米特里達梯與阿契美尼德王朝開國君主居魯士二世相較。

## 家族
| 藍色 |

| 黃色 |

| 綠色 |

|                           |                           |                           |                           | 弗里阿帕提斯 （）         |                           |  |  |                                         |                                         |                                         |                                         |                                         |                                         |  |  |                                   |                                   |                                   |                                   |                                   |                                   |  |  |  |  |  |  |  |  |  |  |  |  |  |  |  |  |  |  |
|                           |                           |                           |                           |                           |                           |  |  |                                         |                                         |                                         |                                         |                                         |                                         |  |  |                                   |                                   |                                   |                                   |                                   |                                   |  |  |  |  |  |  |  |  |  |  |  |  |  |  |  |  |  |  |
|                           |                           |                           |                           |                           |                           |  |  |                                         |                                         |                                         |                                         |                                         |                                         |  |  |                                   |                                   |                                   |                                   |                                   |                                   |  |  |  |  |  |  |  |  |  |  |  |  |  |  |  |  |  |  |
| 安息帝國國王 阿尔沙克一世 | 安息帝國國王 阿尔沙克一世 | 安息帝國國王 阿尔沙克一世 | 安息帝國國王 阿尔沙克一世 | 安息帝國國王 阿尔沙克一世 | 安息帝國國王 阿尔沙克一世 |  |  | 不明                                    | 不明                                    | 不明                                    | 不明                                    | 不明                                    | 不明                                    |  |  |                                   |                                   |                                   |                                   |                                   |                                   |  |  |  |  |  |  |  |  |  |  |  |  |  |  |  |  |  |  |
| 安息帝國國王 阿尔沙克一世 | 安息帝國國王 阿尔沙克一世 | 安息帝國國王 阿尔沙克一世 | 安息帝國國王 阿尔沙克一世 | 安息帝國國王 阿尔沙克一世 | 安息帝國國王 阿尔沙克一世 |  |  | 不明                                    | 不明                                    | 不明                                    | 不明                                    | 不明                                    | 不明                                    |  |  |                                   |                                   |                                   |                                   |                                   |                                   |  |  |  |  |  |  |  |  |  |  |  |  |  |  |  |  |  |  |
| 安息帝國國王 阿爾沙克二世 | 安息帝國國王 阿爾沙克二世 | 安息帝國國王 阿爾沙克二世 | 安息帝國國王 阿爾沙克二世 | 安息帝國國王 阿爾沙克二世 | 安息帝國國王 阿爾沙克二世 |  |  | 不明                                    | 不明                                    | 不明                                    | 不明                                    | 不明                                    | 不明                                    |  |  |                                   |                                   |                                   |                                   |                                   |                                   |  |  |  |  |  |  |  |  |  |  |  |  |  |  |  |  |  |  |
| 安息帝國國王 阿爾沙克二世 | 安息帝國國王 阿爾沙克二世 | 安息帝國國王 阿爾沙克二世 | 安息帝國國王 阿爾沙克二世 | 安息帝國國王 阿爾沙克二世 | 安息帝國國王 阿爾沙克二世 |  |  | 不明                                    | 不明                                    | 不明                                    | 不明                                    | 不明                                    | 不明                                    |  |  |                                   |                                   |                                   |                                   |                                   |                                   |  |  |  |  |  |  |  |  |  |  |  |  |  |  |  |  |  |  |
|                           |                           |                           |                           |                           |                           |  |  | 安息帝國國王 弗里阿帕 提烏斯            |                                         |                                         |                                         |                                         |                                         |  |  |                                   |                                   |                                   |                                   |                                   |                                   |  |  |  |  |  |  |  |  |  |  |  |  |  |  |  |  |  |  |
|                           |                           |                           |                           |                           |                           |  |  |                                         |                                         |                                         |                                         |                                         |                                         |  |  |                                   |                                   |                                   |                                   |                                   |                                   |  |  |  |  |  |  |  |  |  |  |  |  |  |  |  |  |  |  |
|                           |                           |                           |                           |                           |                           |  |  |                                         |                                         |                                         |                                         |                                         |                                         |  |  |                                   |                                   |                                   |                                   |                                   |                                   |  |  |  |  |  |  |  |  |  |  |  |  |  |  |  |  |  |  |
| 安息帝國國王 弗拉特斯一世 | 安息帝國國王 弗拉特斯一世 | 安息帝國國王 弗拉特斯一世 | 安息帝國國王 弗拉特斯一世 | 安息帝國國王 弗拉特斯一世 | 安息帝國國王 弗拉特斯一世 |  |  | 安息帝國 王中之王 米特里達梯 一世       | 安息帝國 王中之王 米特里達梯 一世       | 安息帝國 王中之王 米特里達梯 一世       | 安息帝國 王中之王 米特里達梯 一世       | 安息帝國 王中之王 米特里達梯 一世       | 安息帝國 王中之王 米特里達梯 一世       |  |  | 安息帝國國王 阿爾達班一世         | 安息帝國國王 阿爾達班一世         | 安息帝國國王 阿爾達班一世         | 安息帝國國王 阿爾達班一世         | 安息帝國國王 阿爾達班一世         | 安息帝國國王 阿爾達班一世         |  |  |  |  |  |  |  |  |  |  |  |  |  |  |  |  |  |  |
| 安息帝國國王 弗拉特斯一世 | 安息帝國國王 弗拉特斯一世 | 安息帝國國王 弗拉特斯一世 | 安息帝國國王 弗拉特斯一世 | 安息帝國國王 弗拉特斯一世 | 安息帝國國王 弗拉特斯一世 |  |  | 安息帝國 王中之王 米特里達梯 一世       | 安息帝國 王中之王 米特里達梯 一世       | 安息帝國 王中之王 米特里達梯 一世       | 安息帝國 王中之王 米特里達梯 一世       | 安息帝國 王中之王 米特里達梯 一世       | 安息帝國 王中之王 米特里達梯 一世       |  |  | 安息帝國國王 阿爾達班一世         | 安息帝國國王 阿爾達班一世         | 安息帝國國王 阿爾達班一世         | 安息帝國國王 阿爾達班一世         | 安息帝國國王 阿爾達班一世         | 安息帝國國王 阿爾達班一世         |  |  |  |  |  |  |  |  |  |  |  |  |  |  |  |  |  |  |
|                           |                           |                           |                           |                           |                           |  |  |                                         |                                         |                                         |                                         |                                         |                                         |  |  |                                   |                                   |                                   |                                   |                                   |                                   |  |  |  |  |  |  |  |  |  |  |  |  |  |  |  |  |  |  |
| 安息帝國公主 羅多古娜     | 安息帝國公主 羅多古娜     | 安息帝國公主 羅多古娜     | 安息帝國公主 羅多古娜     | 安息帝國公主 羅多古娜     | 安息帝國公主 羅多古娜     |  |  | 安息帝國國王 弗拉特斯二世               | 安息帝國國王 弗拉特斯二世               | 安息帝國國王 弗拉特斯二世               | 安息帝國國王 弗拉特斯二世               | 安息帝國國王 弗拉特斯二世               | 安息帝國國王 弗拉特斯二世               |  |  | 安息帝國 王中之王 米特里達梯 二世 | 安息帝國 王中之王 米特里達梯 二世 | 安息帝國 王中之王 米特里達梯 二世 | 安息帝國 王中之王 米特里達梯 二世 | 安息帝國 王中之王 米特里達梯 二世 | 安息帝國 王中之王 米特里達梯 二世 |  |  |  |  |  |  |  |  |  |  |  |  |  |  |  |  |  |  |
| 安息帝國公主 羅多古娜     | 安息帝國公主 羅多古娜     | 安息帝國公主 羅多古娜     | 安息帝國公主 羅多古娜     | 安息帝國公主 羅多古娜     | 安息帝國公主 羅多古娜     |  |  | 安息帝國國王 弗拉特斯二世               | 安息帝國國王 弗拉特斯二世               | 安息帝國國王 弗拉特斯二世               | 安息帝國國王 弗拉特斯二世               | 安息帝國國王 弗拉特斯二世               | 安息帝國國王 弗拉特斯二世               |  |  | 安息帝國 王中之王 米特里達梯 二世 | 安息帝國 王中之王 米特里達梯 二世 | 安息帝國 王中之王 米特里達梯 二世 | 安息帝國 王中之王 米特里達梯 二世 | 安息帝國 王中之王 米特里達梯 二世 | 安息帝國 王中之王 米特里達梯 二世 |  |  |  |  |  |  |  |  |  |  |  |  |  |  |  |  |  |  |
|                           |                           |                           |                           |                           |                           |  |  |                                         |                                         |                                         |                                         |                                         |                                         |  |  |                                   |                                   |                                   |                                   |                                   |                                   |  |  |  |  |  |  |  |  |  |  |  |  |  |  |  |  |  |  |
|                           |                           |                           |                           |                           |                           |  |  | 安息帝國國王 （爭位者） 米特里達梯 三世 | 安息帝國國王 （爭位者） 米特里達梯 三世 | 安息帝國國王 （爭位者） 米特里達梯 三世 | 安息帝國國王 （爭位者） 米特里達梯 三世 | 安息帝國國王 （爭位者） 米特里達梯 三世 | 安息帝國國王 （爭位者） 米特里達梯 三世 |  |  | 安息帝國國王 古达尔兹一世         | 安息帝國國王 古达尔兹一世         | 安息帝國國王 古达尔兹一世         | 安息帝國國王 古达尔兹一世         | 安息帝國國王 古达尔兹一世         | 安息帝國國王 古达尔兹一世         |  |  |  |  |  |  |  |  |  |  |  |  |  |  |  |  |  |  |
|                           |                           |                           |                           |                           |                           |  |  | 安息帝國國王 （爭位者） 米特里達梯 三世 | 安息帝國國王 （爭位者） 米特里達梯 三世 | 安息帝國國王 （爭位者） 米特里達梯 三世 | 安息帝國國王 （爭位者） 米特里達梯 三世 | 安息帝國國王 （爭位者） 米特里達梯 三世 | 安息帝國國王 （爭位者） 米特里達梯 三世 |  |  | 安息帝國國王 古达尔兹一世         | 安息帝國國王 古达尔兹一世         | 安息帝國國王 古达尔兹一世         | 安息帝國國王 古达尔兹一世         | 安息帝國國王 古达尔兹一世         | 安息帝國國王 古达尔兹一世         |  |  |  |  |  |  |  |  |  |  |  |  |  |  |  |  |  |  |
|                           |                           |                           |                           |                           |                           |  |  |                                         |                                         |                                         |                                         |                                         |                                         |  |  | 安息帝國國王 奧羅德斯一世         |                                   |                                   |                                   |                                   |                                   |  |  |  |  |  |  |  |  |  |  |  |  |  |  |  |  |  |  |

## 腳注
1. 1 2 3  Daryaee 2012，第169頁.
2. ↑  Frye 1984，第211頁.
3. 1 2  Katouzian 2009，第41頁.
4. ↑  Mayor 2009，第1頁.
5. ↑  Schmitt 2005.
6. ↑  Olbrycht 2016，第97, 99–100頁.
7. ↑  Olbrycht 2016，第100頁.
8. 1 2  Justinus 1853.
9. ↑  Olbrycht 2010，第229–230頁.
10. ↑  Olbrycht 2010，第234頁.
11. 1 2  Olbrycht 2010，第237頁.
12. ↑  Olbrycht 2010，第236–237頁.
13. ↑  Daryaee 2016，第40頁.
14. 1 2 3  Curtis 2007，第10–11頁.
15. ↑  Bivar 1983，第33頁.
16. 1 2 3 4  Garthwaite 2005，第76頁.
17. ↑  Shayegan 2011，第72–74頁.
18. ↑  Olbrycht 2010，第239–240頁.
19. ↑  Dąbrowa 2010，第28頁.
20. 1 2  Brosius 2006，第86–87頁.
21. 1 2 3  Bivar 1983，第34頁.
22. ↑  Shayegan 2011，第67頁.
23. 1 2 3  Bivar 1983，第35頁.
24. ↑  Brosius 2006，第103, 110–113頁.
25. ↑  Kennedy 1996，第73頁.
26. ↑  Garthwaite 2005，第77頁.
27. ↑  Brown 1997，第80-84頁.
28. 1 2 3 4 5 6 7  Schippmann 1986，第525–536頁.
29. 1 2  Brosius 2006，第89頁.
30. ↑  Shayegan 2007，第83–103, 178頁.
31. 1 2  Dąbrowa 2018，第75頁.
32. ↑  Shayegan 2007，第83–103頁.
33. 1 2  Nabel 2017，第32頁.
34. ↑  Hansman 1998，第373–376頁.
35. ↑  Wiesehöfer 2000，第195頁.
36. ↑  Shayegan 2011，第178頁.
37. ↑  Sellwood 1983，第304頁.
38. ↑  Assar 2006，第58頁.
39. ↑  Assar 2009，第134頁.
40. 1 2 3  Daryaee 2012，第179頁.
41. ↑  Sinisi 2012，第280頁.
42. ↑  Curtis 2012，第68頁.
43. ↑  Brosius 2006，第101–102頁.
44. 1 2 3 4 5  Curtis 2007，第9頁.
45. ↑  Daryaee 2012，第170頁.
46. ↑  Dąbrowa 2013，第54頁.
47. ↑  Curtis 2012，第69頁.
48. ↑  Curtis 2012，第69, 76–77頁.
49. ↑  Kia 2016，第23頁.
50. ↑  Dąbrowa 2012，第179–180頁.
51. 1 2  Dąbrowa 2010，第42–43頁.
52. ↑  Invernizzi.
53. 1 2 3  Kröger 1993，第446–448頁.
54. ↑  Mathiesen 1992，第119–121頁.
55. ↑  Shayegan 2011，第106頁.
56. ↑  Colledge 1977，第92頁.
57. ↑  Shayegan 2011，第106–107頁.
58. ↑  Kawami 2013，第762–763頁.

### 古籍
- Strabo. . 23.
- Justinus. . . Watson, John Selby (Translation). London. 1853  [2020-08-04]. （原始内容存档于2021-10-27）.

### 現代文獻
- Assar, Gholamreza F. . Parthica. Incontri di Culture Nel Mondo Antico (Istituti Editoriali e Poligrafici Internazionali). 2006,. 8: Papers Presented to David Sellwood. ISBN 978-8-881-47453-0. ISSN 1128-6342.
- Assar, Gholamreza F. . Electrum (Kraków). 2009, 15.
- Brown, Stuart C. . : 80–84. 1997  [2020-07-29]. （原始内容存档于2017-11-17）.
- Bickerman, Elias J. . Yarshater, Ehsan  (编). . Cambridge: Cambridge University Press. 1983: 3–20. ISBN 0-521-20092-X.
- Bivar, A. D. H. . Yarshater, Ehsan  (编). . Cambridge: Cambridge University Press. 1983: 21–99. ISBN 0-521-20092-X.
- Brosius, Maria, , London & New York: Routledge, 2006, ISBN 0-415-32089-5
- Curtis, Vesta Sarkhosh; Stewart, Sarah (编), , Ideas of Iran, vol. 2, London: I. B. Tauris, 2007
- Curtis, Vesta Sarkhosh, , Curtis, Vesta Sarkhosh and Sarah Stewart  (编),  2, London & New York: I.B. Tauris & Co Ltd., in association with the London Middle East Institute at SOAS and the British Museum: 7–25, 2007, ISBN 978-1-84511-406-0
- Curtis, Vesta Sarkhosh. . . 2012: 67–83  [2020-08-04]. ISBN 9783940598134. （原始内容存档于2022-03-14）.
- Colledge, Malcolm A. R. . Elek. 1977: 1–200.
- Dąbrowa, Edward. . Electrum. 2009, 15: 41–51  [2020-08-04]. （原始内容存档于2021-10-19）.
- Dąbrowa, Edward.  XI: 21–52. 2010  [2020-08-04]. （原始内容存档于2021-10-18）.
- Dąbrowa, Edward. . Parthica. 2013, 15: 53–62  [2020-08-04]. （原始内容存档于2021-10-18）.
- Dąbrowa, Edward. . Electrum. 2018, 25: 73–83. doi:10.4467/20800909EL.18.005.8925.
- Dąbrowa, Edward. . Daryaee, Touraj  (编). . Oxford University Press. 2012: 164–186  [2019-02-03]. ISBN 978-0-19-987575-7. （原始内容存档于2019-01-01）.
- Daryaee, Touraj. . Oxford University Press. 2012: 1–432  [2019-02-03]. ISBN 978-0-19-987575-7. （原始内容存档于2019-01-01）.
- Daryaee, Touraj. . Curtis, Vesta Sarkhosh; Pendleton, Elizabeth J.; Alram, Michael; Daryaee, Touraj  (编). . Oxbow Books. 2016. ISBN 9781785702082.
- Frye, Richard Nelson. . C. H. Beck. 1984: 1–411. ISBN 9783406093975.
- Garthwaite, Gene Ralph, , Oxford & Carlton: Blackwell Publishing, Ltd., 2005, ISBN 1-55786-860-3
- Invernizzi, Antonio. . .   [2020-07-29]. （原始内容存档于2012-10-18）.
- Katouzian, Homa, , New Haven & London: Yale University Press, 2009, ISBN 978-0-300-12118-6
- Kawami, Trudy S. . Potts, Daniel T.  (编). . Oxford University Press. 2013. ISBN 978-0199733309.
- Kröger, Jens. . : 446–448. 1993  [2020-07-29]. （原始内容存档于2016-05-17）.
- Kennedy, David, , Kennedy, David L.; Braund, David  (编), , Ann Arbor: Cushing Malloy Inc., Journal of Roman Archaeology: Supplementary Series Number Eighteen: 67–90, 1996, ISBN 1-887829-18-0
- Hansman, John F. . : 373–376. 1998  [2020-07-29]. （原始内容存档于2020-05-26）.
- Kia, Mehrdad. . Santa Barbara: ABC-CLIO. 2016  [2020-07-19]. ISBN 978-1610693912. （原始内容存档于2020-07-14）.
- Mathiesen, Hans Erik. . Aarhus University Press. 1992: 1–231. ISBN 9788772883113.
- Mayor, Adrienne. . Princeton University Press. 2009: 1–448. ISBN 9780691150260.
- Nabel, Jake. : 25–50. 2017  [2020-08-04]. （原始内容存档于2021-10-18）.
- Olbrycht, Marek Jan. : 229–245. 2010  [2020-08-04]. （原始内容存档于2021-10-28）.
- Olbrycht, Marek Jan. : 91–106. 2016  [2020-08-04]. （原始内容存档于2021-11-03）.
- Pourshariati, Parvaneh. . London and New York: I. B. Tauris. 2008. ISBN 978-1-84511-645-3.
- Schippmann, K. . : 525–536. 1986  [2020-07-29]. （原始内容存档于2020-02-02）.
- Schmitt, Rüdiger. . . 2005  [2020-07-29]. （原始内容存档于2020-05-26）.
- Sellwood, David. . Yarshater, Ehsan  (编). . Cambridge: Cambridge University Press. 1983: 299–322. ISBN 0-521-20092-X.
- Shayegan, Rahim M., , Bulletin of the Asia Institute, 2007, 17: 83–103
- Shayegan, M. Rahim. . Cambridge University Press. 2011: 1–539. ISBN 9780521766418.
- Sinisi, Fabrizio. . Metcalf, William E.  (编). . Oxford University Press. 2012. ISBN 978-0195305746.
- Wiesehöfer, Josef. . : 195. 2000  [2020-07-29]. （原始内容存档于2020-05-26）.

| 米特里達梯一世安息帝國       | 米特里達梯一世安息帝國             | 米特里達梯一世安息帝國       |
| ---------------------------- | ---------------------------------- | ---------------------------- |
| 前任者： 弗拉特斯一世 （兄） | 王中之王 （列表） 前171年－前132年 | 繼任者： 弗拉特斯二世 （子） |